# مخزن سد کاونیساره
مخزن سد کاونیساره (انگلیسی: Kaunissaare Reservoir) یک مخزن سد روی رود یگالا است که در دهستان آنیا، شهرستان هاریو، استونی قرار دارد. این دریاچه که بخشی از سیستم تأمین آب تالین محسوب می‌شود ۲۹ هکتار مساحت و ۱٬۶۰۹ متر مکعب حجم ذخیره شده دارد.